# دموع الهجرة (فلم)
دموع الهجرة (بالفرنسية: Les larmes de l'émigration) هو هو فيلم وثائقي سنغالي صدر عام 2010 من إخراج الحسن دياجو.

## القصّة
يحكي الفيلمُ قصّة والدة الحسن التي تنتظر زوجها منذ 20 عامًا. تتقاطعُ هذه القصّة مع قصّةِ أخته التي تنتظر زوجها أيضًا الذي رحل قبل خمس سنوات وابنةُ أخته التي لا تعرف والدها. بعد عامين من الغياب ، يعود آلاسان دياجو إلى أجنام ليدوبي وهي قرية سنغالية تقعُ في منطقة فوتا في محاولةٍ منهُ لفهم لماذا وكيف أمضت والدته كل هذه السنوات في الانتظار.

## الجوائز
اختير الفيلم للمنافسة في مهرجان الفيلم الفرانكفوني الدولي في نامور، وحصل على جائزة جريو إيبين (بالفرنسية: Prix du Griot d'Ebène) لأفضل فيلم وثائقي في مهرجان الفيلم الأفريقي في قرطبة.